# Тулуб'єво (селище, Архангельська область)
Тулуб'єво (рос. Тулубьево) — селище в Котлаському районі Архангельської області Російської Федерації.
Населення становить 6 осіб. Входить до складу муніципального утворення Котласький муніципальний округ.

## Історія
До 2022 року входило до складу муніципального утворення Сольвичегодське поселення.

## Населення
| 2002 | 2010 | 2012 |
| ---- | ---- | ---- |
| 54   | ↘47  | ↘6   |